# کنکورد (بازی ویدئویی)
کنکورد (به انگلیسی: Concord) یک بازی ویدئویی ابرقهرمانی در سبک تیراندازی اول‌شخص بود که توسط فایروالک استودیوز توسعه یافت و در ۲۳ اوت ۲۰۲۴ برای پلی‌استیشن ۵ و مایکروسافت ویندوز توسط سونی اینتراکتیو انترتینمنت شد. در ۶ سپتامبر ۲۰۲۴ سرورهای بازی، به دلیل استقبال کم خاموش شد.

## روند بازی
کنکورد یک بازی ویدئویی چندنفره بازیکن-علیه-بازیکن است که از دیدگاهی اول شخص تجربه می‌شود و در جهانی علمی-تخیلی جریان دارد. طی بازی، شخصیت‌های فضایی مختلفی وجود دارد که ویژگی‌هایی چون پاهای رباتی، پرش بلند و پوست الماسی دارند که جهت افزایش قدرت حمله به‌کار می‌رود. یکی از گروه‌های بازی، «فری‌گانرز» نام دارد که گروهی از جایزه‌بگیران کهکشان کنکورد هستند. برخی از مکانیک‌های بازی شامل تجهیزات ویژه مانند مین‌های زمینی و داروهای درمانی هستند که در قسمت‌های مختلف مبارزه و پس از مرگ بازیکن نیز دوام می‌آورند.
پنج شخصیت قابل بازی که مشخص شده‌اند شامل وِیل، هیمار، استارچایلد، لینوکس و ربات وان-۱ هستند درحالی که بازی در زمان انتشار شامل ۱۶ شخصیت خواهد شد که در زمان عمر بازی به آن‌ها اضافه خواهد شد و محتوای داستانی نیز دریافت خواهد کرد. همچنین بازی شامل محتوای پس‌ازانتشار رایگان خواهد شد که شخصیت‌های بیشتر، نقشه‌های بیشتر و تصویرهای بیشتر را باز خواهد کرد. هر هفته، کنکورد یک تصویر جدید (بخش سینمایی) دریافت خواهد کرد که نشان می‌دهد شخصیت‌های بازی در بیرون از روند بازی چه‌کار انجام می‌دهند. هر تصویر، بخشی از یک داستان درحال‌پیشرفت است که هر شخصیت داستان خاص خودش را دارد.

## توسعه
کنکورد یک بازی ترازبالای چندنفره است که توسط فایروالک استودیوز توسعه یافته است. فایروالک پیش از خریداری‌شدن توسط سونی اینتراکتیو انترتینمنت روند توسعهٔ بازی را با همکاری شرکت مادرش، پراببلی‌مانسترز پیش می‌برده است تا اینکه در آوریل ۲۰۲۳ توسط سونی خریداری شد.
فایروالک استودیوز طی نمایش پلی‌استیشن در ۲۲ مهٔ ۲۰۲۳ کنکورد را با یک تریلر تصویر رایانه‌ساخته معرفی کرد. در مهٔ ۲۰۲۴، اعلام شد که بازی در ۲۳ آگوست آن سال عرضه می‌شود و پیش‌نمایش‌های سینمایی و گیم پلی به‌نمایش درآمد.

## خاموش شدن سرورهای بازی
سونی اعلام کرد که سرورهای بازی کنکورد در ۶ سپتامبر (۱۶ شهریور) به دلیل فروش کم از دسترس خارج می‌شود زیرا فروش بازی کمتر از ۲۵ هزار نسخه بود. کنکورد حتی در پلتفرم استیم نیز نتوانست به موفقیت خاصی برسد و تعداد کاربران هم‌زمانش به کمتر از ۷۰۰ نفر رسیده بود. رایان الیس، مدیر بازی کنکورد در بیانه‌ای گفت: «تصمیم گرفتیم که سرورهای بازی را از ۶ سپتامبر ۲۰۲۴ خاموش کنیم. فروش کنکورد در آن تاریخ متوقف خواهد شد و هزینهٔ خرید به کسانی که بازی را خریده‌اند، بازگردانده خواهد شد.»